# Ture Jansson
Pour les articles homonymes, voir Jansson.
Ture Jansson est un ancien pilote de rallyes suédois.

## Palmarès
- 1957: vainqueur du Rallye de Suède, sur Volvo PV 544 LS (copilote son frère Lennard Jansson);
- 1957: vainqueur du Rallye du Soleil de Minuit, sur Volvo PV 444 LS (copilote Lennard Jansson);